# Grandecourt
Grandecourt är en kommun i departementet Haute-Saône i regionen Bourgogne-Franche-Comté i östra Frankrike. Kommunen ligger i kantonen Dampierre-sur-Salon som tillhör arrondissementet Vesoul. År 2022 hade Grandecourt 48 invånare.

## Befolkningsutveckling
Antalet invånare i kommunen Grandecourt
| Referens: INSEE |